# Conférence Est de la NBA
Pour les articles homonymes, voir Conférence Est.
 (septembre 2024).
Si vous disposez d'ouvrages ou d'articles de référence ou si vous connaissez des sites web de qualité traitant du thème abordé ici, merci de compléter l'article en donnant les références utiles à sa vérifiabilité et en les liant à la section « Notes et références ».
La Conférence Est de la National Basketball Association (NBA) (en anglais : NBA Eastern Conference ou Association de l'Est de la NBA au Canada Francophone) est composée de quinze franchises qui sont réparties en trois Divisions de cinq équipes chacune : la Division Centrale, la Division Atlantique et la Division Sud-Est. Elle fut créée en 1970 à la suite de la réorganisation du championnat NBA en 17 équipes et succéda alors à la Division Est.
L'organisation actuelle a été adoptée en 2004, lorsque les Bobcats de Charlotte intégrèrent la NBA en tant que 30e franchise obligeant à déplacer les Hornets de la Nouvelle-Orléans de la Division Centrale vers la nouvelle Division Sud-Ouest.
De 1970 à 2004, cette Conférence se composait de la Division Centrale et de la Division Atlantique.

## Organisation

Ancien logo de 1993 à 2017

À l'issue des 82 matchs de la saison régulière, chaque franchise de la Conférence est classée en fonction de son nombre de victoires. Les huit meilleures équipes sont qualifiées pour les séries éliminatoires ou playoffs.
Chaque vainqueur de Division était jusqu’à présent protégé puisqu'il se retrouvait obligatoirement classé entre la première et la quatrième place alors synonyme d'avantage du terrain. Depuis la saison 2015-2016, cette règle a changé car considérée comme injuste. En effet, lors de la saison 2014-2015, les Trail Blazers de Portland, alors champions de la Division Nord-Ouest, furent classés en quatrième position alors que les Spurs de San Antonio qui comptaient plus de victoires, finirent classés en sixième position. L'avantage du terrain en séries éliminatoires est désormais décidé en fonction du bilan en saison régulière et non en fonction du classement des playoffs.
Les séries éliminatoires de la Conférence Est sont divisées en trois tours qui se terminent par la Finale de Conférence. Le champion de la Conférence Est affronte alors le champion de la Conférence Ouest lors des Finales NBA qui déterminent le champion NBA. Toutes les séries se jouent au meilleur des sept matchs, c'est-à-dire que la série est remportée par la première équipe qui remporte quatre rencontres. 

## Organisation actuelle
La Conférence Est est constituée de la façon suivante :
| Division Atlantique - Celtics de Boston - Nets de Brooklyn - Knicks de New York - 76ers de Philadelphie - Raptors de Toronto | Division Sud-Est - Hawks d'Atlanta - Hornets de Charlotte - Heat de Miami - Magic d'Orlando - Wizards de Washington | Division Centrale - Bulls de Chicago - Cavaliers de Cleveland - Pistons de Détroit - Pacers de l'Indiana - Bucks de Milwaukee |

### Anciennes équipes
Relocalisées dans la Conférence Ouest
- Braves de Buffalo (1970-1978)
- Royals de Cincinnati (1970-1972)
- Rockets de Houston (1972-1980)
- Hornets de La Nouvelle-Orléans (1988-1989/1990-2002)
- Jazz de la Nouvelle-Orléans (1974-1979)
- Spurs de San Antonio (1976-1980)

## Classement sur la saison actuelle
| Conférence Est | Conférence Est             | Conférence Est | Conférence Est | Conférence Est | Conférence Est | Conférence Est | Conférence Est |
| No             | Franchise                  | Vic.           | Déf.           | MJ             | V/D            | GB             |                |
| -------------- | -------------------------- | -------------- | -------------- | -------------- | -------------- | -------------- | -------------- |
| 1              | Cavaliers de Cleveland - c | 64             | 18             | 82             | .780           | –              |                |
| 2              | Celtics de Boston - y      | 61             | 21             | 82             | .744           | 3              |                |
| 3              | Knicks de New York - x     | 51             | 31             | 82             | .622           | 13             |                |
| 4              | Pacers de l'Indiana - x    | 50             | 32             | 82             | .610           | 14             |                |
| 5              | Bucks de Milwaukee - x     | 48             | 34             | 82             | .585           | 16             |                |
| 6              | Pistons de Détroit - x     | 44             | 38             | 82             | .537           | 20             |                |
|                |                            |                |                |                |                |                |                |
| 7              | Magic d'Orlando - y        | 41             | 41             | 82             | .500           | 23             |                |
| 8              | Hawks d'Atlanta - pi       | 40             | 42             | 82             | .488           | 24             |                |
| 9              | Bulls de Chicago - pi      | 39             | 43             | 82             | .476           | 25             |                |
| 10             | Heat de Miami - x          | 37             | 45             | 82             | .451           | 27             |                |
|                |                            |                |                |                |                |                |                |
| 11             | Raptors de Toronto - o     | 30             | 52             | 82             | .366           | 34             |                |
| 12             | Nets de Brooklyn - o       | 26             | 56             | 82             | .317           | 38             |                |
| 13             | 76ers de Philadelphie - o  | 24             | 58             | 82             | .293           | 40             |                |
| 14             | Hornets de Charlotte - o   | 19             | 63             | 82             | .232           | 45             |                |
| 15             | Wizards de Washington - o  | 18             | 64             | 82             | .220           | 46             |                |

## Palmarès
Après les Finales NBA 2024, sur les 54 champions de la Conférence, 25 franchises ont remporté le titre NBA.
Légende :
- Vainqueur des Finales NBA

| Année | Vainqueur              | Score | Finaliste              |
| ----- | ---------------------- | ----- | ---------------------- |
| 1971  | Bullets de Baltimore   | 4-3   | Knicks de New York     |
| 1972  | Knicks de New York     | 4-1   | Celtics de Boston      |
| 1973  | Knicks de New York     | 4-3   | Celtics de Boston      |
| 1974  | Celtics de Boston      | 4-1   | Knicks de New York     |
| 1975  | Bullets de Washington  | 4-2   | Celtics de Boston      |
| 1976  | Celtics de Boston      | 4-2   | Cavaliers de Cleveland |
| 1977  | 76ers de Philadelphie  | 4-2   | Rockets de Houston     |
| 1978  | Bullets de Washington  | 4-2   | 76ers de Philadelphie  |
| 1979  | Bullets de Washington  | 4-3   | Spurs de San Antonio   |
| 1980  | 76ers de Philadelphie  | 4-1   | Celtics de Boston      |
| 1981  | Celtics de Boston      | 4-3   | 76ers de Philadelphie  |
| 1982  | 76ers de Philadelphie  | 4-3   | Celtics de Boston      |
| 1983  | 76ers de Philadelphie  | 4-1   | Bucks de Milwaukee     |
| 1984  | Celtics de Boston      | 4-1   | Bucks de Milwaukee     |
| 1985  | Celtics de Boston      | 4-1   | 76ers de Philadelphie  |
| 1986  | Celtics de Boston      | 4-0   | Bucks de Milwaukee     |
| 1987  | Celtics de Boston      | 4-3   | Pistons de Détroit     |
| 1988  | Pistons de Détroit     | 4-2   | Celtics de Boston      |
| 1989  | Pistons de Détroit     | 4-2   | Bulls de Chicago       |
| 1990  | Pistons de Détroit     | 4-3   | Bulls de Chicago       |
| 1991  | Bulls de Chicago       | 4-0   | Pistons de Détroit     |
| 1992  | Bulls de Chicago       | 4-2   | Cavaliers de Cleveland |
| 1993  | Bulls de Chicago       | 4-2   | Knicks de New York     |
| 1994  | Knicks de New York     | 4-3   | Pacers de l'Indiana    |
| 1995  | Magic d'Orlando        | 4-3   | Pacers de l'Indiana    |
| 1996  | Bulls de Chicago       | 4-0   | Magic d'Orlando        |
| 1997  | Bulls de Chicago       | 4-1   | Heat de Miami          |
| 1998  | Bulls de Chicago       | 4-3   | Pacers de l'Indiana    |
| 1999  | Knicks de New York     | 4-2   | Pacers de l'Indiana    |
| 2000  | Pacers de l'Indiana    | 4-2   | Knicks de New York     |
| 2001  | 76ers de Philadelphie  | 4-3   | Bucks de Milwaukee     |
| 2002  | Nets du New Jersey     | 4-2   | Celtics de Boston      |
| 2003  | Nets du New Jersey     | 4-0   | Pistons de Détroit     |
| 2004  | Pistons de Détroit     | 4-2   | Pacers de l'Indiana    |
| 2005  | Pistons de Détroit     | 4-3   | Heat de Miami          |
| 2006  | Heat de Miami          | 4-2   | Pistons de Détroit     |
| 2007  | Cavaliers de Cleveland | 4-2   | Pistons de Détroit     |
| 2008  | Celtics de Boston      | 4-2   | Pistons de Détroit     |
| 2009  | Magic d'Orlando        | 4-2   | Cavaliers de Cleveland |
| 2010  | Celtics de Boston      | 4-2   | Magic d'Orlando        |
| 2011  | Heat de Miami          | 4-1   | Bulls de Chicago       |
| 2012  | Heat de Miami          | 4-3   | Celtics de Boston      |
| 2013  | Heat de Miami          | 4-3   | Pacers de l'Indiana    |
| 2014  | Heat de Miami          | 4-2   | Pacers de l'Indiana    |
| 2015  | Cavaliers de Cleveland | 4-0   | Hawks d'Atlanta        |
| 2016  | Cavaliers de Cleveland | 4-2   | Raptors de Toronto     |
| 2017  | Cavaliers de Cleveland | 4-1   | Celtics de Boston      |
| 2018  | Cavaliers de Cleveland | 4-3   | Celtics de Boston      |
| 2019  | Raptors de Toronto     | 4-2   | Bucks de Milwaukee     |
| 2020  | Heat de Miami          | 4-2   | Celtics de Boston      |
| 2021  | Bucks de Milwaukee     | 4-2   | Hawks d'Atlanta        |
| 2022  | Celtics de Boston      | 4-3   | Heat de Miami          |
| 2023  | Heat de Miami          | 4-3   | Celtics de Boston      |
| 2024  | Celtics de Boston      | 4-0   | Pacers de l'Indiana    |
| 2025  | Pacers de l'Indiana    | 4-2   | Knicks de New York     |

## Liste des équipes vainqueur de la Conférence Est

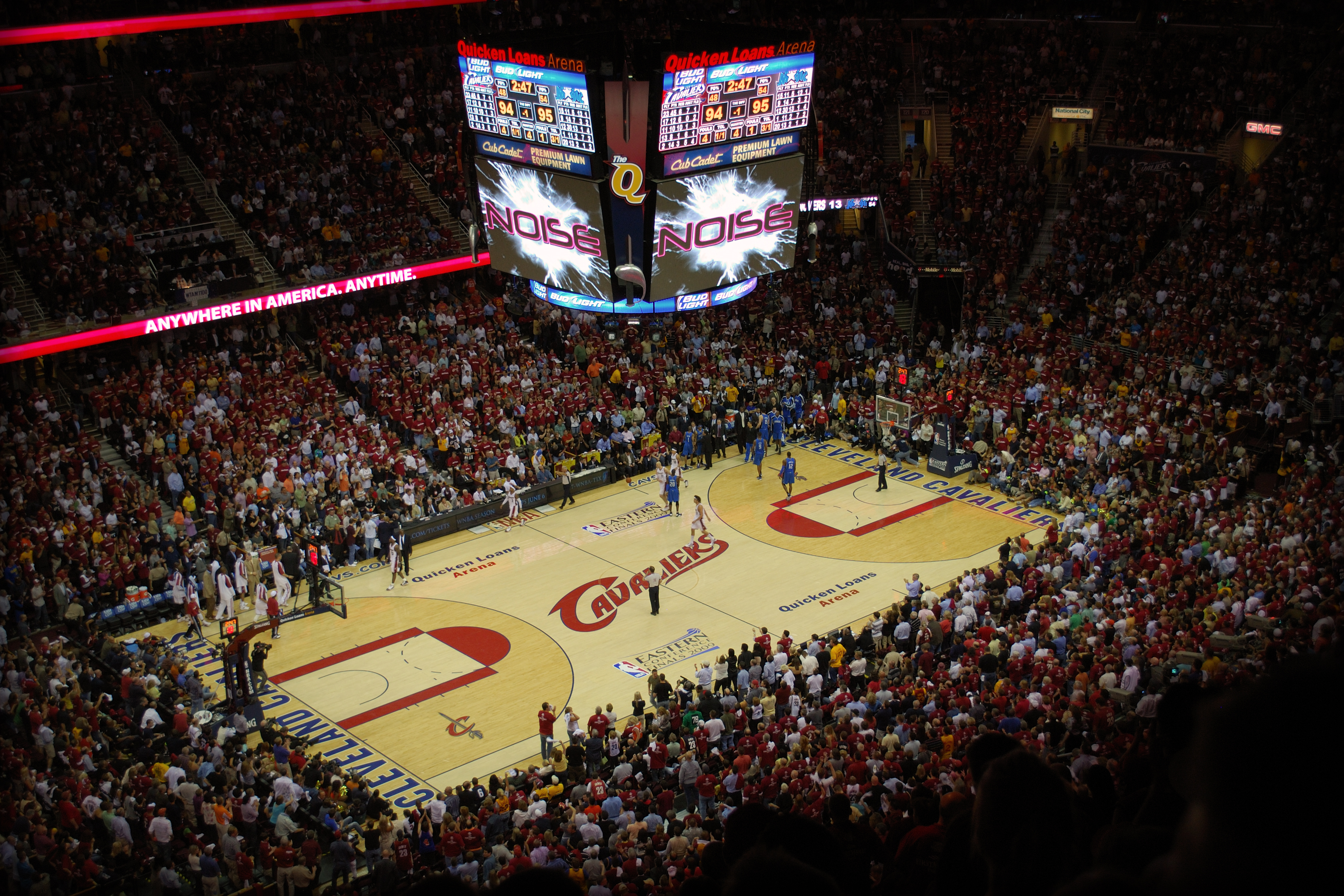
Finale de la Conférence Est de la NBA en 2009 à Cleveland.

Ce tableau indique le nombre de titres de champion de la Conférence Est obtenus. 
| Franchise                                                        | Titres | Dernier titre | Années                                                           |
| ---------------------------------------------------------------- | ------ | ------------- | ---------------------------------------------------------------- |
| Celtics de Boston                                                | 11     | 2024          | 1974, 1976, 1981, 1984, 1985, 1986, 1987, 2008, 2010, 2022, 2024 |
| Heat de Miami                                                    | 7      | 2023          | 2006, 2011, 2012, 2013, 2014, 2020, 2023                         |
| Bulls de Chicago                                                 | 6      | 1998          | 1991, 1992, 1993, 1996, 1997, 1998                               |
| 76ers de Philadelphie/Nationals de Syracuse                      | 5      | 2001          | 1977, 1980, 1982, 1983, 2001                                     |
| Pistons de Détroit                                               | 5      | 2005          | 1988, 1989, 1990, 2004, 2005                                     |
| Cavaliers de Cleveland                                           | 5      | 2018          | 2007, 2015, 2016, 2017, 2018                                     |
| Knicks de New York                                               | 4      | 1999          | 1972, 1973, 1994, 1999                                           |
| Bullets de Baltimore/Bullets de Washington/Wizards de Washington | 4      | 1979          | 1971, 1975, 1978, 1979                                           |
| Magic d'Orlando                                                  | 2      | 2009          | 1995, 2009                                                       |
| Nets du New Jersey/de Brooklyn                                   | 2      | 2003          | 2002, 2003                                                       |
| Pacers de l'Indiana                                              | 2      | 2025          | 2000,2025                                                        |
| Raptors de Toronto                                               | 1      | 2019          | 2019                                                             |
| Bucks de Milwaukee                                               | 1      | 2021          | 2021                                                             |

## Résultats saison par saison
Légende :
- Vainqueur des Finales NBA
- Finaliste des Finales NBA
- Qualifié pour les séries éliminatoires
- Qualifié pour le tournoi play-in
- B : Non-qualifié pour la NBA Bubble 2020